# Kapelle am Kobel

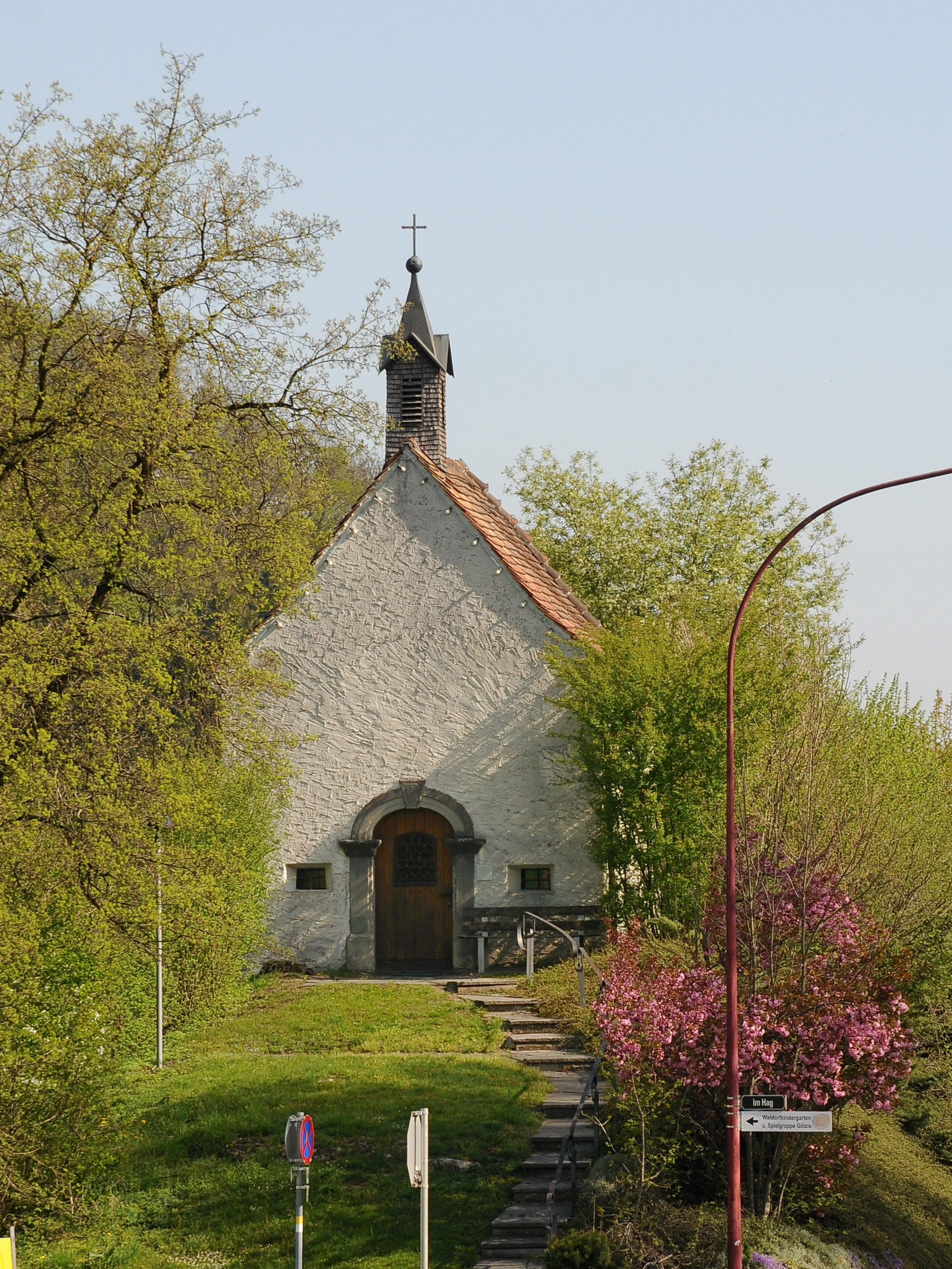
Kapelle am Kobel in Götzis (von Südwesten).

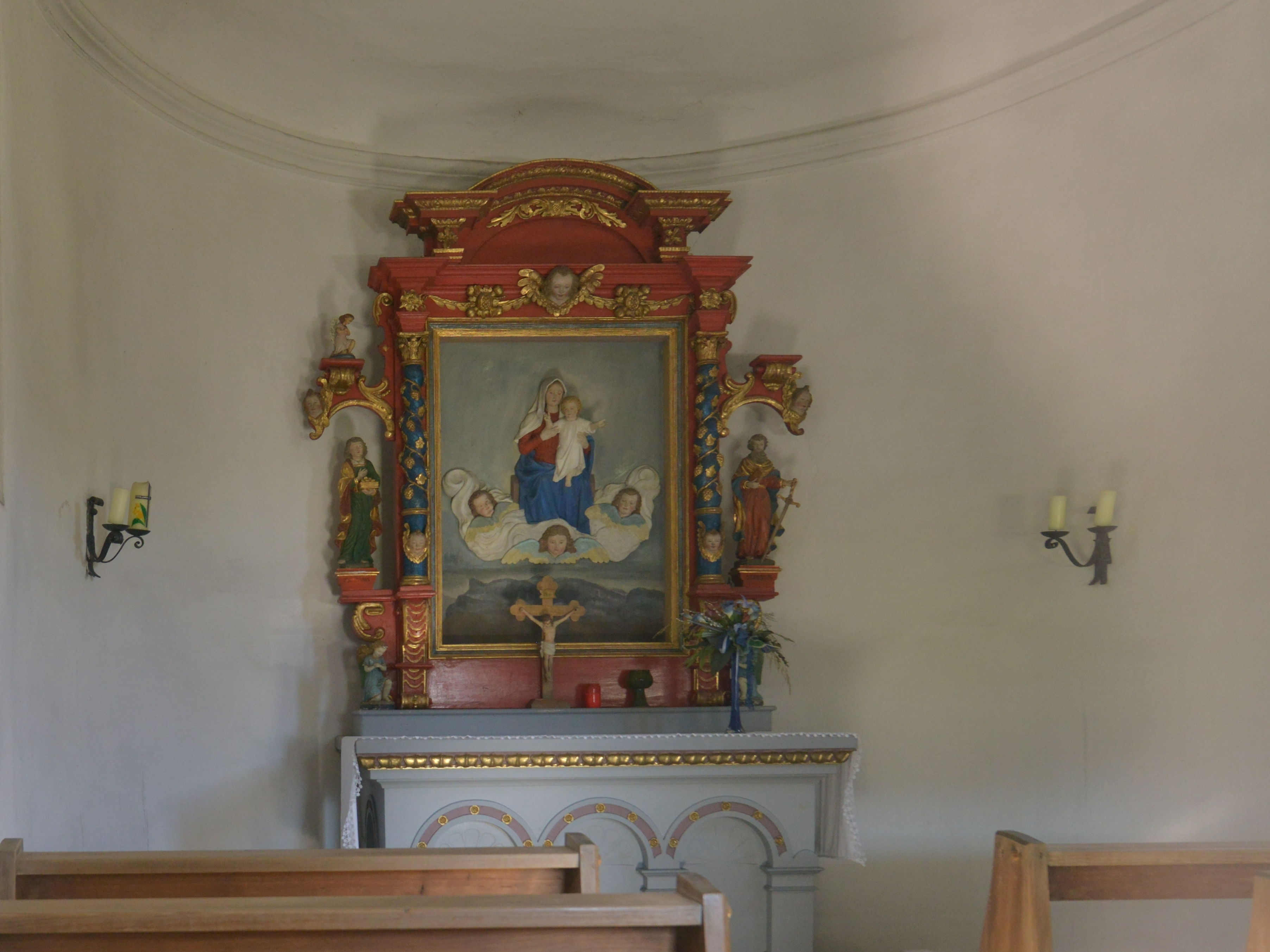
Innenraum

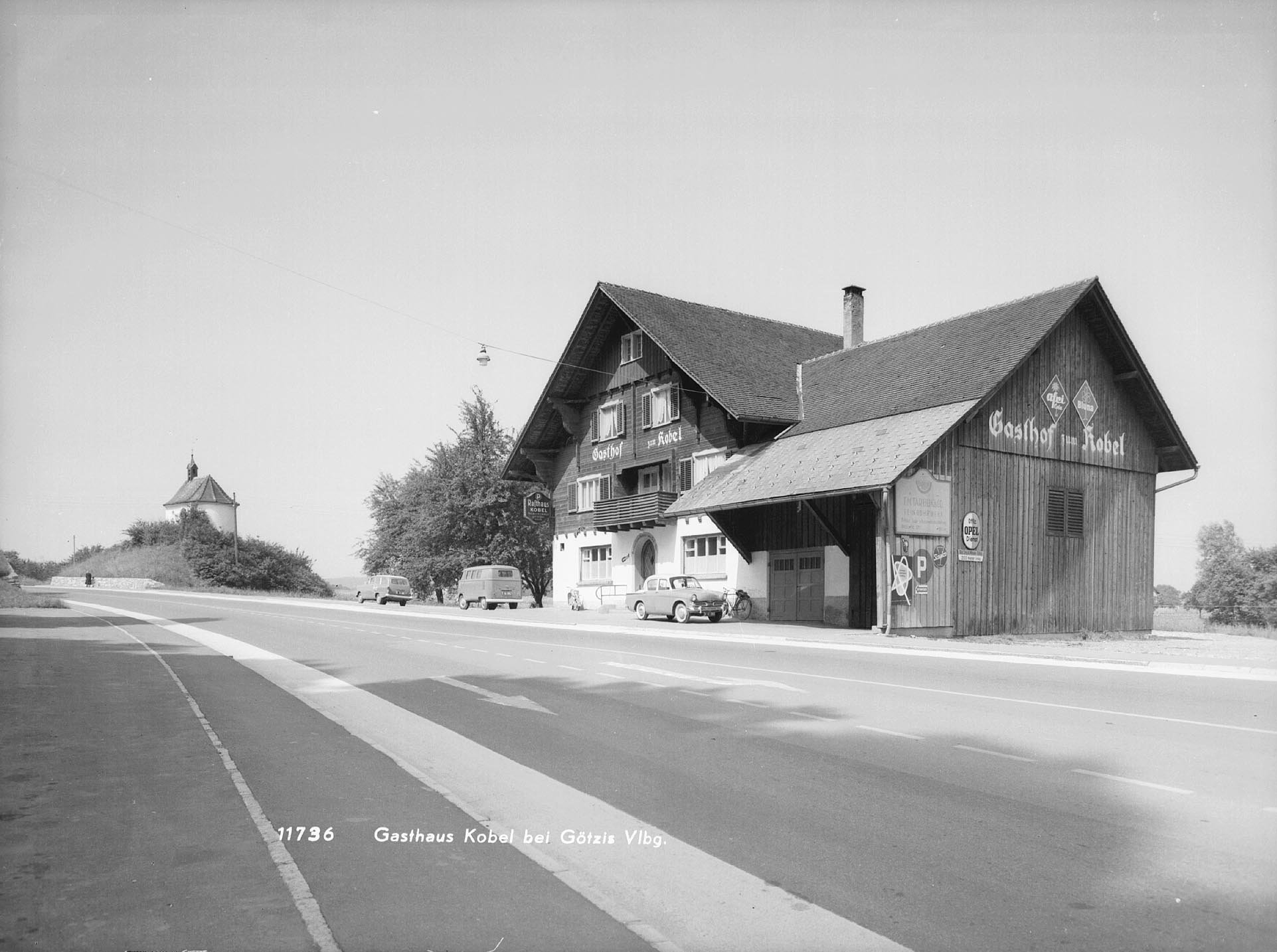
Kapelle und Gasthaus Kobel von Nordosten aus gesehen. Etwa in den 1960er Jahren.

Die römisch-katholische Kapelle am Kobel steht in der Marktgemeinde Götzis im Bezirk Feldkirch in Vorarlberg. Die Kapelle (ca. 426 m ü. A.) ist vom Dorfzentrum von Götzis etwa 1,5 km Luftlinie entfernt. Die der heiligen Maria Magdalena geweihte Kapelle gehört zur Pfarrkirche Götzis im Dekanat Rankweil der Diözese Feldkirch. Das Bauwerk aus dem Jahr 1797 steht unter Denkmalschutz.

## Name
Nach Johann Christoph Adelung (1732–1806) in Grammatisch-kritisches Wörterbuch der Hochdeutschen Mundart (Ausgabe Wien 1811) bedeutet Kobel „ein nur in den gemeinen Mundarten, besonders Oberdeutschlandes, übliches Wort, wo es überhaupt so wohl eine Erhöhung, als auch den damit verbundenen Begriff einer Vertiefung oder Bedeckung hat“.

## Geschichte
Die Kapelle am Kobel in Götzis steht westlich der Landesstraße L190 (früher B190, die hier "Im Buch" genannt wird) auf einem kleinen Hügel an der nördlichen Ortseinfahrt von Götzis. Der Kobel ist eine natürliche Engstelle. Die Kapelle wurde 1797 aus Dank für den zweimaligen Sieg gegen die Franzosen im Kampf am Kobel 1796 von den Gemeinden Götzis, Rankweil und Koblach gestiftet und 1797 gebaut. Zuletzt war am Kobel 1945 eine Kampflinie.
1896, 1901, 1937, 1944, 1983 und 1985/86 wurde die Kapelle renoviert.

## Kirchenbau
Es handelt sich um einen Bau mit rechteckiger Grundform mit eingezogener Apsis und Südwest/Nordost-Ausrichtung. Die Kapelle ist etwa 5 m breit, 7 m lang und etwa 8 m hoch. Nordöstlich (Altar) sind die Außenwände abgeschrägt. Die einfache Holztüre in einem massiven Rundbogenportal aus Sandstein mit Sichtfenster und der Glockendachreiter auf dem Satteldach mit viereckigem Spitzhelm befinden sich südwestlich. Im Scheitelstein des Rundbogenportals befindet sich die Jahreszahl 1797.
Das Satteldach ist mit roten Dachziegeln eingedeckt, der Glockendachreiter mit Kupferblech. Der Betraum hat eine Flachdecke mit Gesimse. Der Erhalt der Kapelle obliegt der Bruderschaft St. Anna und Arbogast.

## Ausstattung
Die Kirchenbänke aus Tannenholz sind schlicht gehalten wie auch die ganze Kapelle. Der überwiegend blutrote Hochaltar mit dem Bilde Marias mit dem Kinde und einer gemalten Landschaft von Götzis darunter stammt aus dem Jahr 1944. Vor dem Hochaltar steht ein hellblau lackierter Holzaltar mit Verzierungen aus dem 17. Jahrhundert. Eine Inschriftentafel erzählt von den Kriegen, nach welcher auch die Kanonenkugel darunter aus der Zeit 1796 stamme.